# Musgravia hackeri
Musgravia hackeri är en insektsart som först beskrevs av Lucien Chopard 1951.  Musgravia hackeri ingår i släktet Musgravia och familjen Mogoplistidae. Inga underarter finns listade i Catalogue of Life.